# Xpu-Há
Xpu-Há es una población en el estado mexicano de Quintana Roo, ubicada en el costa del Mar Caribe, en el Municipio de Playa del Carmen. La pequeña población solo cuenta con pocos habitantes permanentes y consiste primeramente de unos clubs de playa.